# Szőny-Déli megállóhely
Szőny-Déli megállóhely egy Komárom-Esztergom vármegyei vasúti megállóhely, melyet a MÁV üzemeltet a Komárom városához tartozó Szőnyben. A megállóhely nevében szereplő Déli nem a dél égtájat, hanem akárcsak a Déli pályaudvar esetében, itt is az építtető Déli Vasutat jelenti. Szőny városrész belterületének nyugati szélén helyezkedik el, közvetlenül a vasútvonal és az 1-es főút keresztezése mellett.

## Vasútvonalak
A megállóhelyet az alábbi vasútvonalak érintik:
- Székesfehérvár–Komárom-vasútvonal

## Kapcsolódó állomások
A megállóhelyhez az alábbi állomások vannak a legközelebb:
- Komárom vasútállomás (Komárom vasútállomás, Székesfehérvár–Komárom-vasútvonal)
- Csémpuszta megállóhely (Székesfehérvár vasútállomás, Székesfehérvár–Komárom-vasútvonal)

## Forgalom
| Járat | Útvonal | Gyakoriság |
| ----- | --- | ---------- |
| S150  | Székesfehérvár – Szárazrét – Bodajk – Csókakő – Mór – Bakonysárkány – Kisbér – Nagyigmánd-Bábolna – Szőny-Déli – Komárom | 2 óránként |